# Christiane Endler
Claudia Christiane Endler Mutinelli (Santiago, 23 de julho de 1991), é uma futebolista chilena que atua como goleira. Atualmente joga pelo equipe feminina do Paris Saint-Germain.
Em 2011, foi convocada para disputar os Jogos Pan-Americanos de 2011, em Guadalajara.

## Trajetória
Desde a infância, Christiane demonstrou talento para os esportes. 
Quando tinha 5 anos, seu irmão mais velho, Nicolás, a colocava para defender seus chutes. Segundo ele, era a única das irmãs que tinha habilidade para jogar com ele. 
Antes de chegar definitivamente ao futebol, ela chegou a praticar tênis, vôlei, basquete, natação, hóquei e ginástica artística, mas optou por se dedicar ao futebol. Ela inicialmente iniciou sua carreira no futebol como atacante, mas foi convencida pelo ex-goleiro da Universidad Católica e da seleção chilena, Marco Antonio Cornez a migrar para a posição de goleira. 

## Prêmios Individuais
- Futebolista feminina do ano no Chile: 2008, 2009, 2010
- Melhor goleira da Copa Libertadores Feminina de 2010

## Estilo de jogo
Endler é notabilizada por sua envergadura, força física, excelentes reflexos, frieza em pênaltis, além de habilidades em defender chutes de longa e média distância. Também é notabilizada por sua capacidade de ler e entender rapidamente as situações do jogo, características que a assemelham com a sua grande referência na posição, Manuel Neuer. 
Além de Neuer, as outras referências para ela na posição são Oliver Kahn, Gianluigi Buffon, Iker Casillas, Claudio Bravo e Nadine Angerer.

## Vida pessoal
Tiane, como é conhecida por parentes e amigos, é filha de pai alemão e mãe chilena, possuindo dupla nacionalidade (alemã e chilena). 